# Équipe d'Allemagne de rugby à XIII
L'équipe d'Allemagne de rugby à XIII est l'équipe qui représente l'Allemagne dans les compétitions internationales. Elle regroupe les meilleurs joueurs allemands (ou d'origine allemande) de rugby à XIII.
Elle est gérée dans un premier temps par « Rugby League Deutschland  », une fédération qui est ensuite dissoute au profit d'une nouvelle ; la « Nationale Rugby League Deutschland ».
Elle est une création récente des années 2000 et ne prend son essor qu'à la fin des années 2010, avec quelques succès.

## Histoire
Le rugby à XIII est complètement inconnu en Allemagne jusqu'aux années 50.
Au regard de l'interdiction du rugby à XIII en France par le régime de Vichy en 1941, événement qui a lieu postérieurement à la capitulation de la France face à l'Allemagne nazie et l'occupation par cette dernière du territoire hexagonal , il était très peu probable que le rugby à XIII séduise le régime nazi et qu'il permette son développement. Seul en effet le rugby à XV était reconnu dans le pays. Ainsi l'équipe de France de rugby à XV, privée de confrontations avec les équipes britanniques, se contentait de vivoter en rencontrant les équipes nationales des pays de l'Axe dont l’équipe d'Allemagne, dans le cadre de la jeune FIRA. 
L'ouvrage de Louis Bonnery « Le rugby à XIII le plus français du monde », atteste pourtant de la connaissance par les milieux dirigeants sportifs allemands du rugby à XIII, une tentative de contact ayant même été faite avec eux par l'intermédiaire de Maurice Blein, journaliste à l'Auto,  pour organiser un match contre l'Allemagne. Mais ce projet, comme celui de lancer le sport en Allemagne échoua. 
Le rugby à XIII demeure donc de longues décennies inconnu du public allemand. Techniquement, il y est pourtant pratiqué dès les années 50. Les britanniques, notamment les équipes militaires dont celle de la RAF disputent entre elles des matches de rugby à XIII. Mais il ne s'agit que de simples matchs inter-armées et le lien n'est pas fait avec la population locale du pays que les alliés occupent après la fin de la séconde guerre mondiale.
Le véritable démarrage a lieu bien plus tard en 2007, avec la création de la première fédération, « Rugby League Deutschland » qui obtient la même année son affiliation à la RLIF. La fédération peine cependant à lancer un championnat régulier car elle se heurte notamment à un obstacle géographique : l'éloignement des équipes. En effet, il y avait une équipe à Reichenberg qui,par exemple, devait faire un trajet de douze heure pour se rendre à Heidelberg. La jeune fédération survit mais peine à remplir les critères de son affiliation à la fédération internationale qui révoque son affiliation en 2014. En 2015, la fédération est dissoute, une nouvelle étant créée, la « Nationale Rugby League Deutschland ».
Cette nouvelle ère est marquée par une victoire surprise contre le pays de Galles en octobre 2017 : les allemands, renforcés par des heritage players (joueurs d'origine allemande) comme Simon Cooper battant les dragonhearts sur le score de 38 à 34. L'équipe a fait une forte impression auprès des journalistes qui pensent « que les allemands pourraient être un jour une force significative dans le sport ».

## Matchs pour la qualification en coupe du monde 2021 et échec
En 2018, l’Allemagne dispute les éliminatoires pour la Coupe du monde de rugby à XIII 2021.
Dans le cadre des matchs de qualifications pour la coupe du monde, elle est versée dans le Championnat nord C et elle dispute deux matchs :
Le 25 août 2018 contre la République Tchèque à Osnabrück. Ce match étant décrit par Rugby League World, comme l'un des cinq matches à voir au mois d'aout 2018. Il est remporté par les allemands sur le score de 24 à 4 qui, de ce fait, se placent en excellente position pour prendre la tête de leur groupe d'éliminatoires, puisqu'un seul point leur est nécessaire face à la Norvège pour affronter ensuite le vainqueur du « Championnat Sud » composé de l'Ukraine, de Malte et de la Grèce.
Le 15 sept. 2018 contre la Norvège à  Porsgrunn. Les allemands perdent ce match 22 à 40 (10-16), ce qui , à la surprise générale, les prive de toute qualification possible. En effet, les Norvégiens ayant perdu face à la République Tchèque, ils devaient battre les allemands avec quatorze point d'écart pour être en tête du groupe au « points-average ».